# ジェイムズ・S・ブレイディ記者会見室

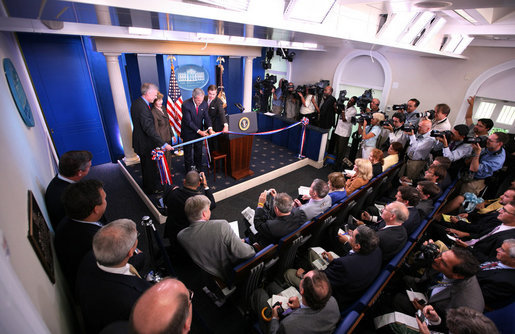
2007年7月11日、改修後の記者会見室のテープカットを行うジョージ・W・ブッシュ大統領

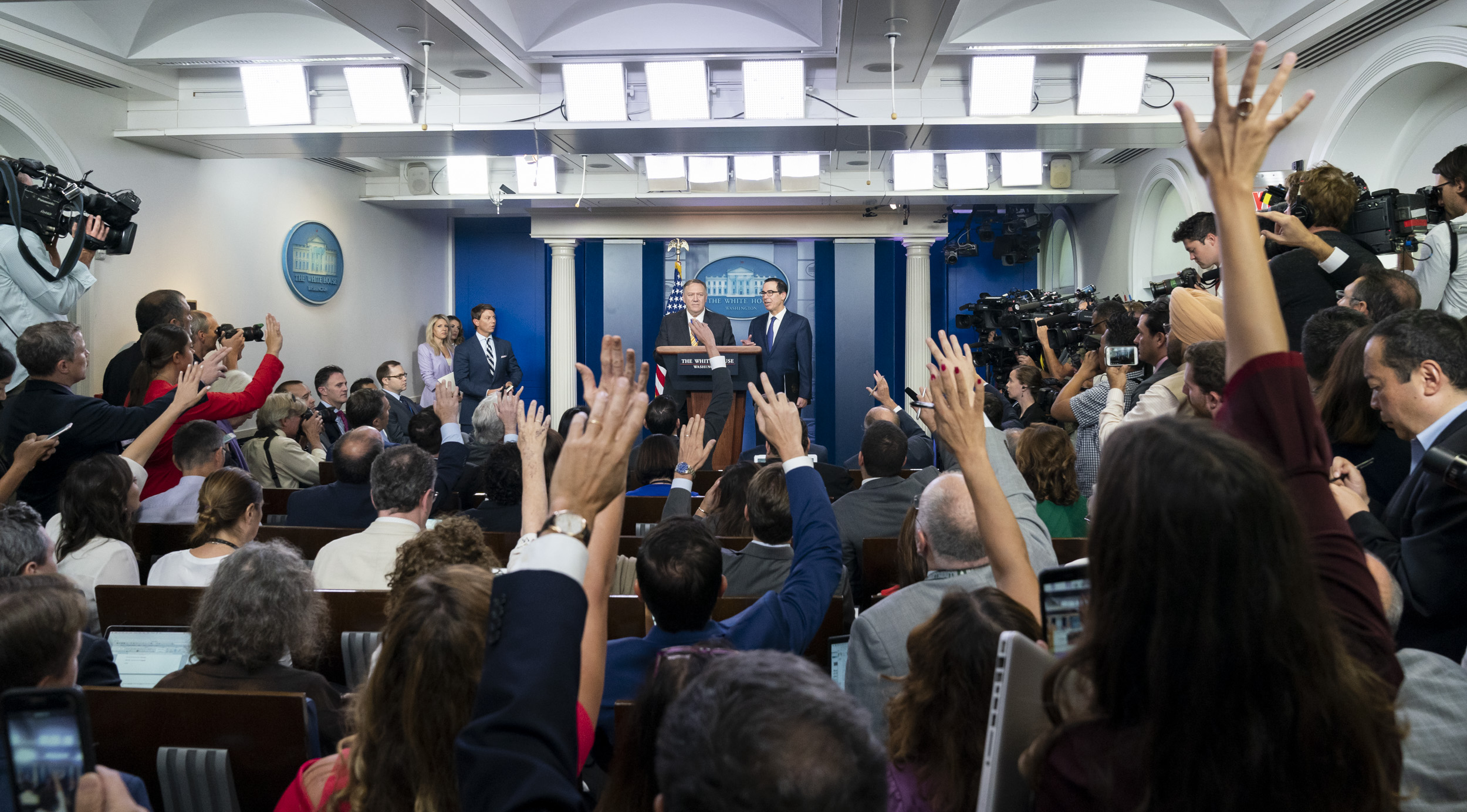
2019年、マイク・ポンペオ国務長官とスティーブン・ムニューシン財務長官による記者会見

ジェイムズ・S・ブレイディ記者会見室（ジェイムズ・S・ブレイディきしゃかいけんしつ、James S. Brady Press Briefing Room）は、ホワイトハウスの中にある記者会見室である。主にホワイトハウス報道官の記者会見が行われるほか、大統領による国民や記者への演説がここで行われることもある。ウエストウイングの1階にあり、東隣に報道各社のオフィスが置かれる部屋が、西隣に広報スタッフの執務室がある。

## 歴史
初の報道官記者会見は、ウッドロウ・ウィルソン大統領の時代の1913年3月にオーバルオフィス（大統領執務室）で行われた。その後、記者会見が行われる場所は一定せず、インディアン条約の間、国務省庁舎の講堂、イースト・ルームなど、様々な場所で行われた。
1969年、ホワイトハウス番記者の増加に対応するため、リチャード・ニクソン大統領によって、記者が詰めるための部屋と常設の記者会見室が設けられた。この場所には元々、フランクリン・ルーズベルト大統領のために設けられた屋内プールがあり、プールの上に床を張って部屋が作られた。
2000年、1981年のレーガン大統領暗殺未遂事件で銃撃されて半身不随となったジェイムズ・ブレイディ報道官に敬意を表して「ジェイムズ・S・ブレイディ記者会見室」に改称された。

### 改修
2005年12月、老朽化した記者会見室と記者室を改修するとホワイトハウスが発表した。2006年8月2日、改修前の最後の記者会見の後、歴代の報道官を招いて閉場式が行われた。しかし、記者の中には再びホワイトハウス内に戻ってこれるのかという懸念を持つものもいた。改修中の記者会見はホワイトハウス・カンファレンス・センターで行われた。
2007年7月に改修が完了し、7月11日朝のジョージ・W・ブッシュ大統領のテープカットにより会見室と記者室の使用が再開された。翌7月12日に新しい会見室での初の記者会見が行われた。会見室の改修費用は約850万ドルで、このうち250万ドルをメディア各社が負担し、残りが税金から拠出された。各記者が座る椅子は1つあたり1500ドルだった。記者会見室の下にあったかつてのプールは、コンピュータ・サーバ室に改装された。

## 位置

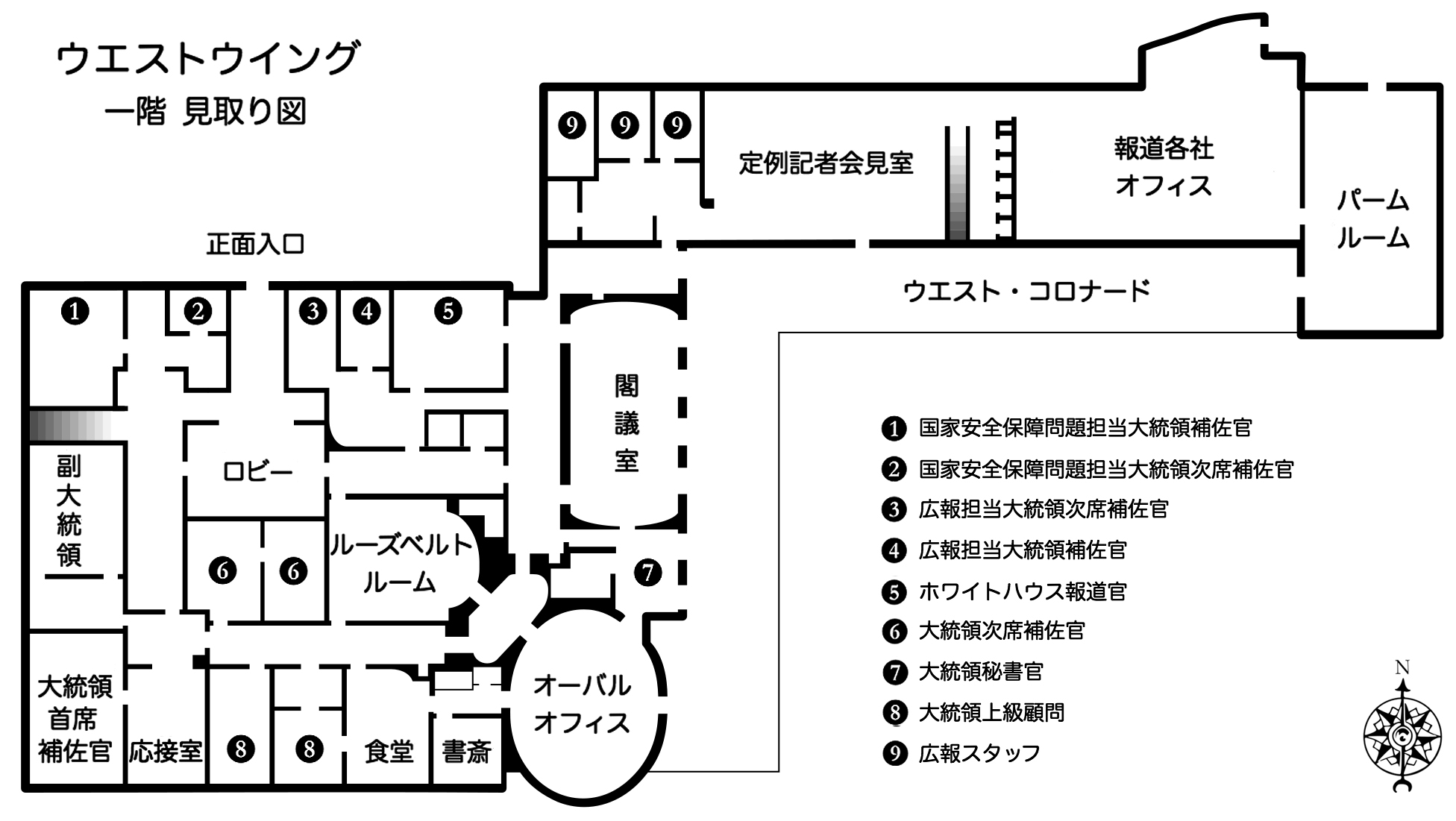
ウエストウイング1階の間取り。「定例記者会見室」と書かれているのがこの部屋に当たる。